# Antocha (Antocha) exilistyla
Antocha (Antocha) exilistyla is een tweevleugelige uit de familie steltmuggen (Limoniidae). De soort komt voor in het Oriëntaals gebied.